# Llista de peixos del riu Lualaba

El riu Lualaba, ressaltat en vermell, a la conca del riu Congo

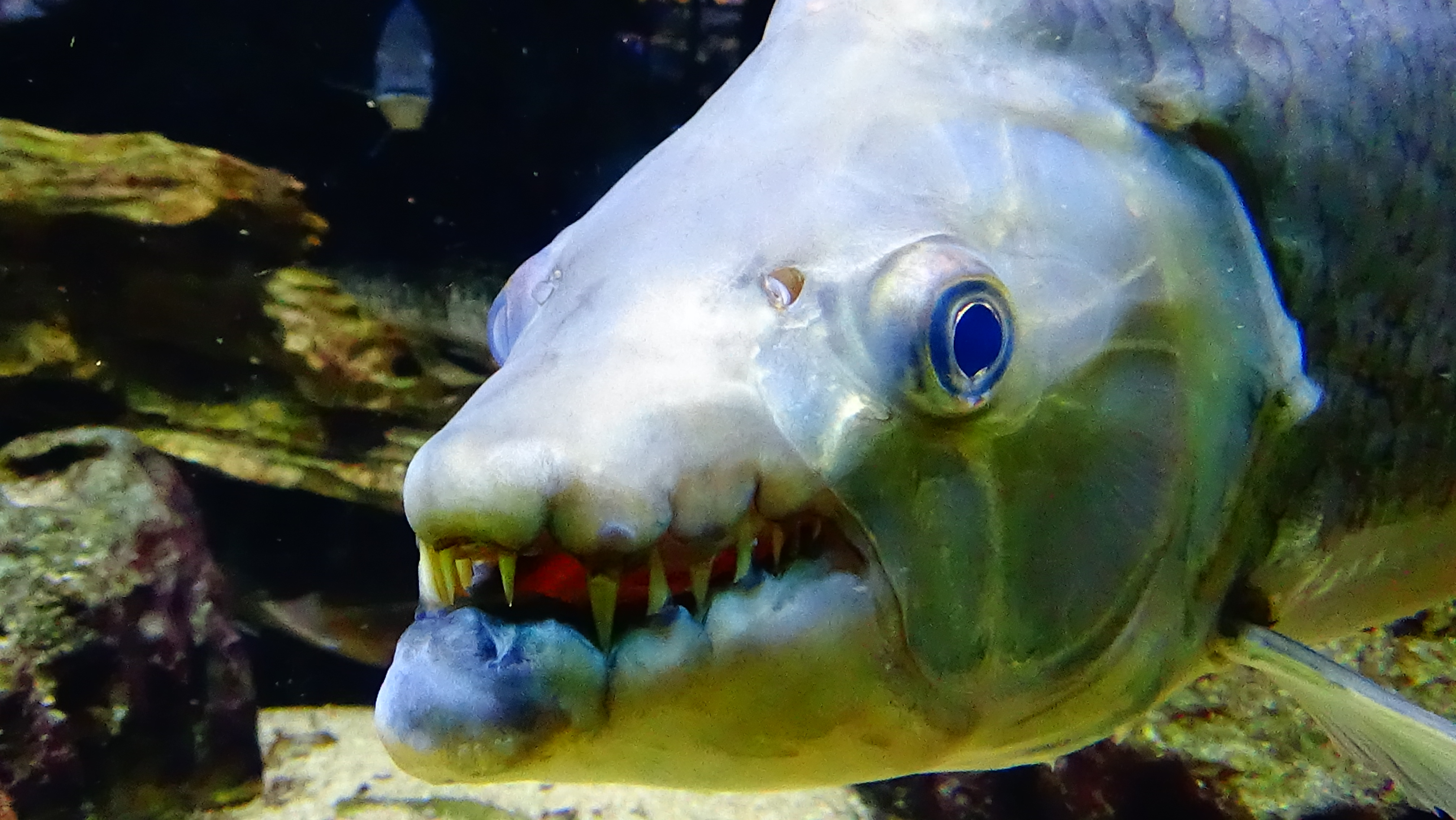
Hydrocynus goliath

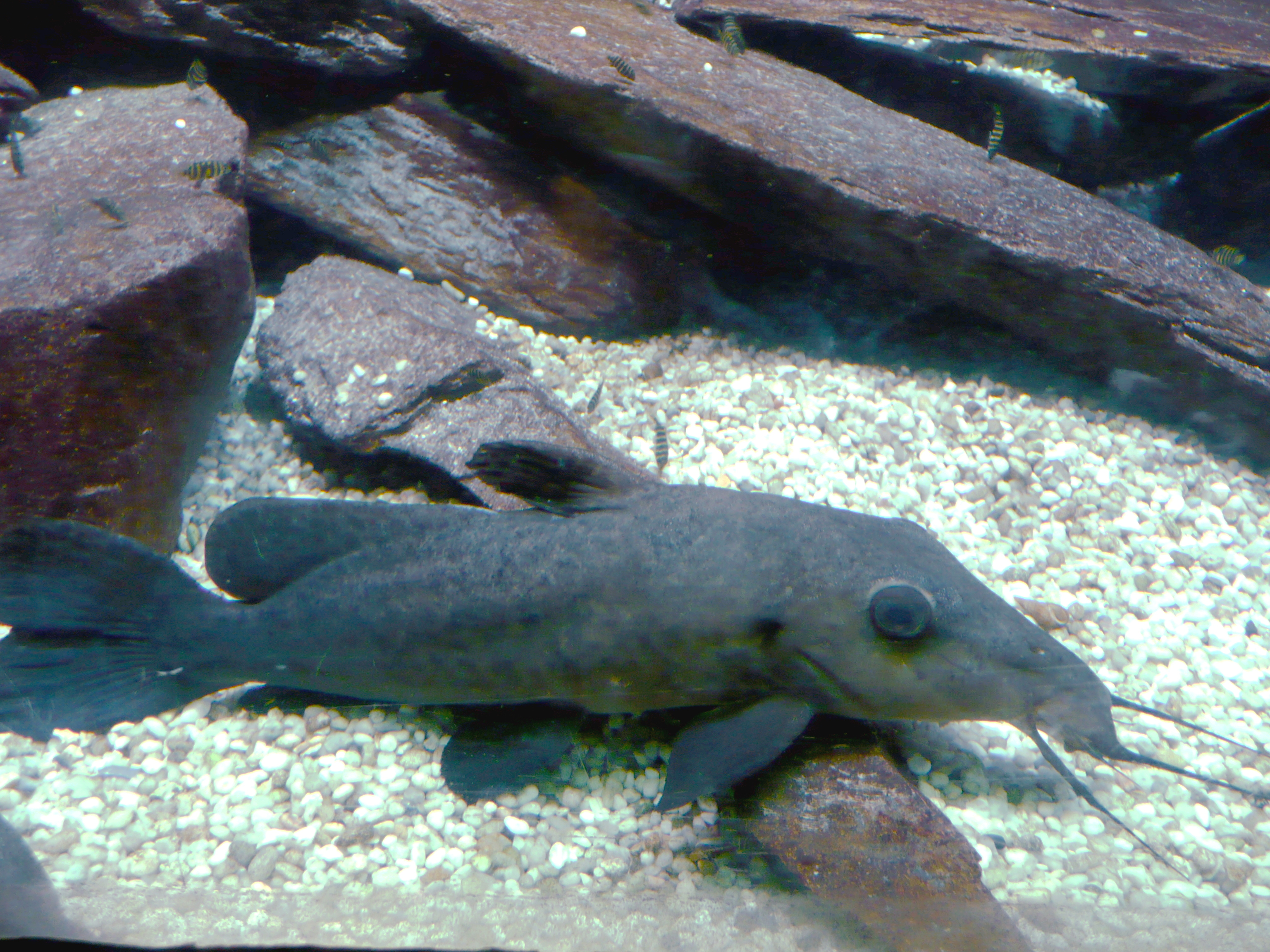
Auchenoglanis occidentalis

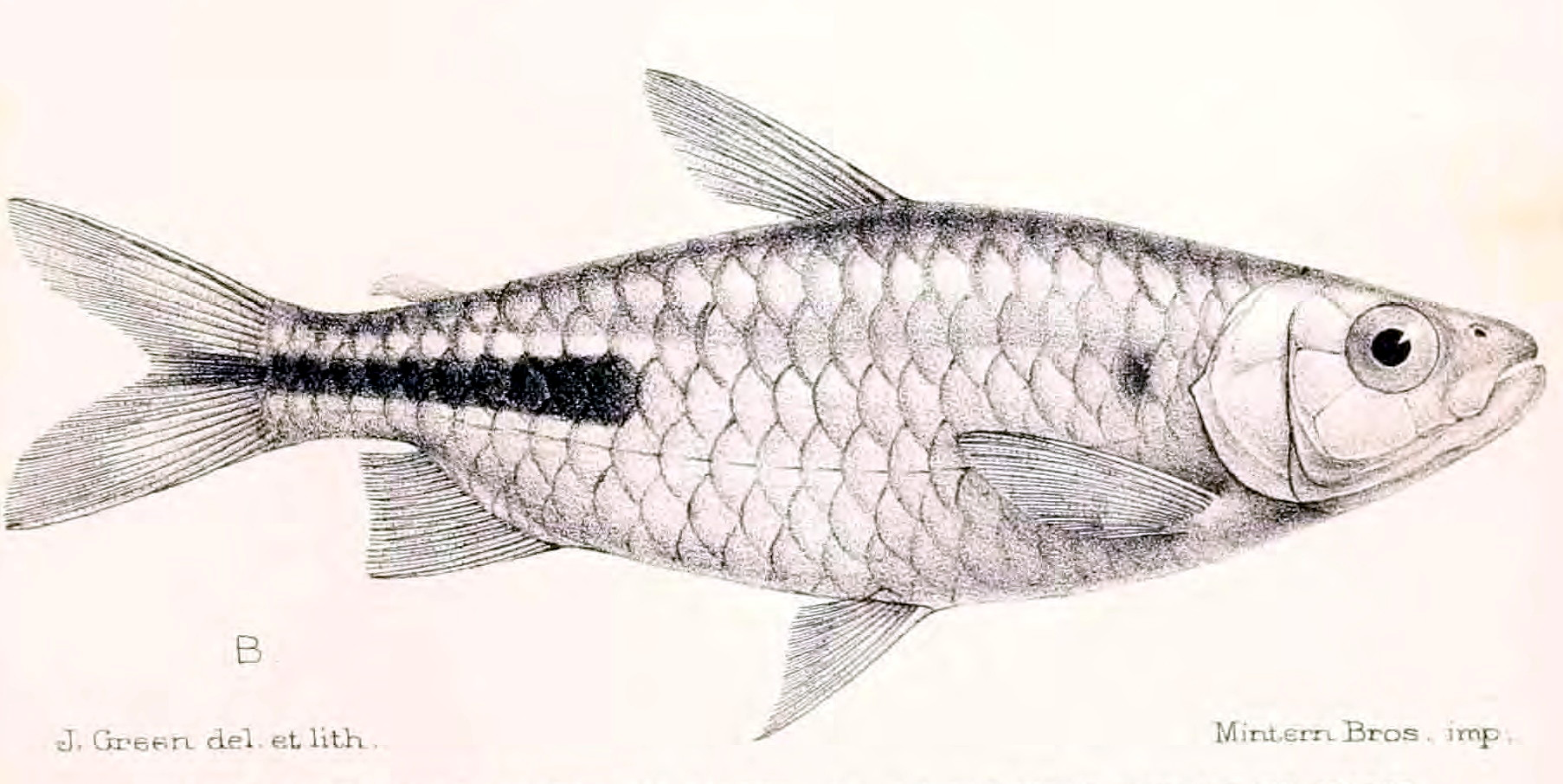
Brycinus kingsleyae (il·lustració del 1896)

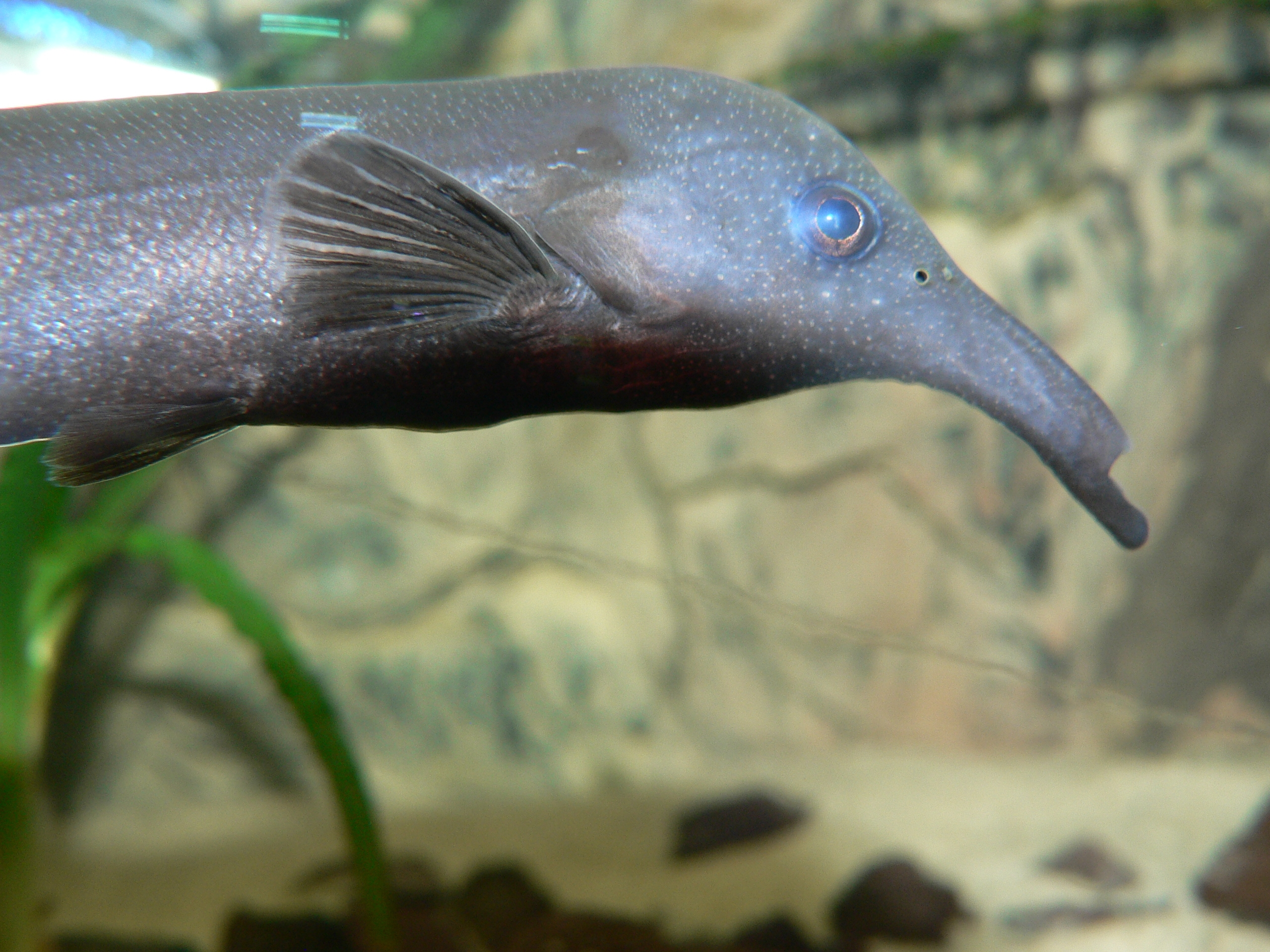
Campylomormyrus elephas

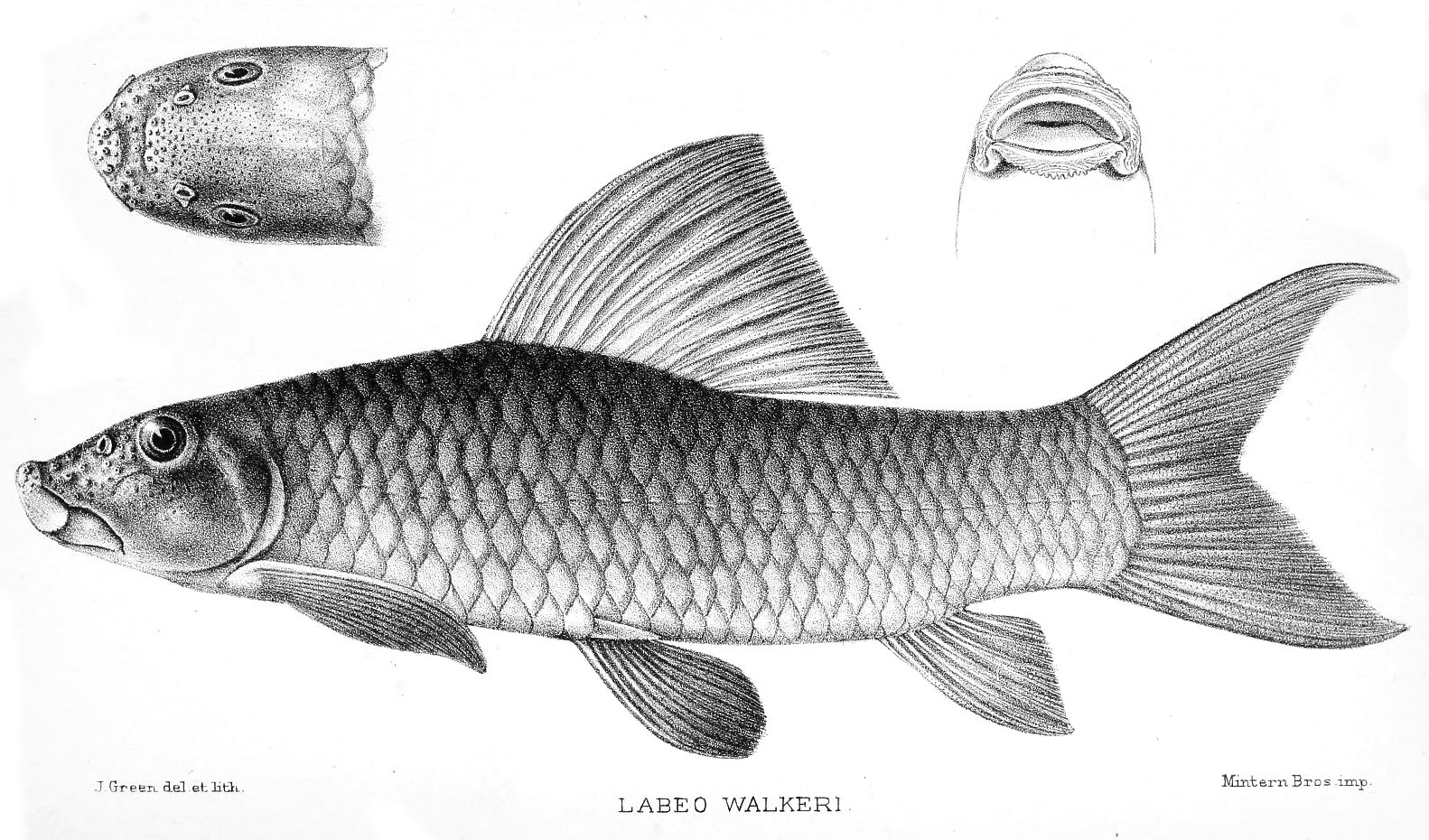
Labeo parvus (il·lustració del 1902)

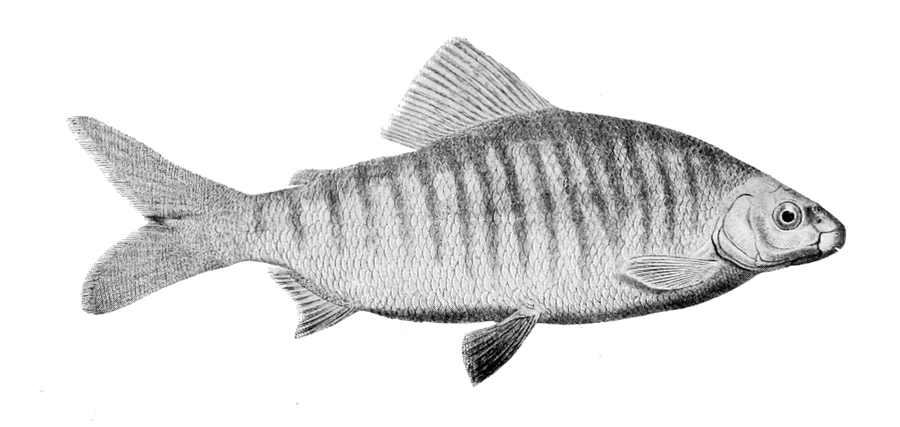
Distichodus fasciolatus (il·lustració del 1901)

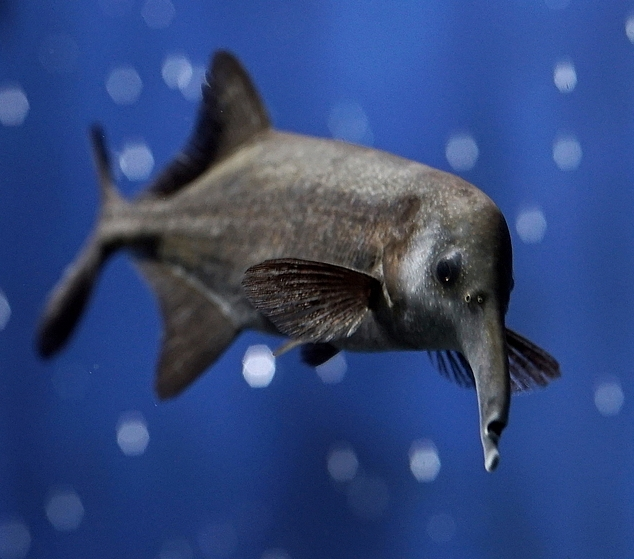
Gnathonemus petersii

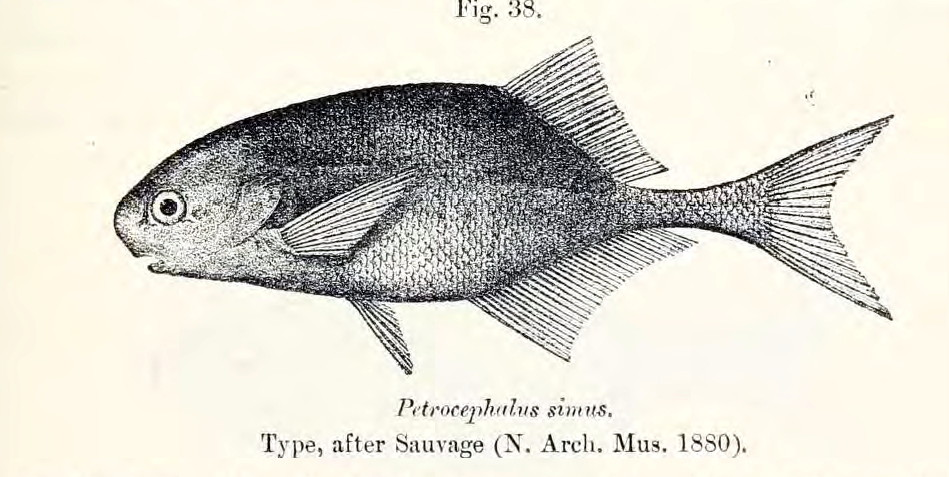
Petrocephalus simus (il·lustració del 1909)

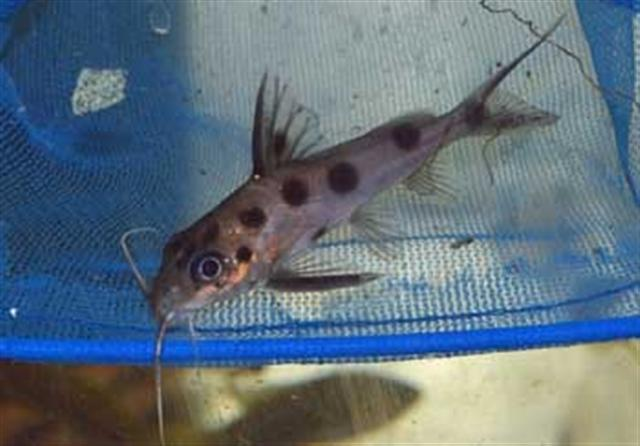
Synodontis notatus

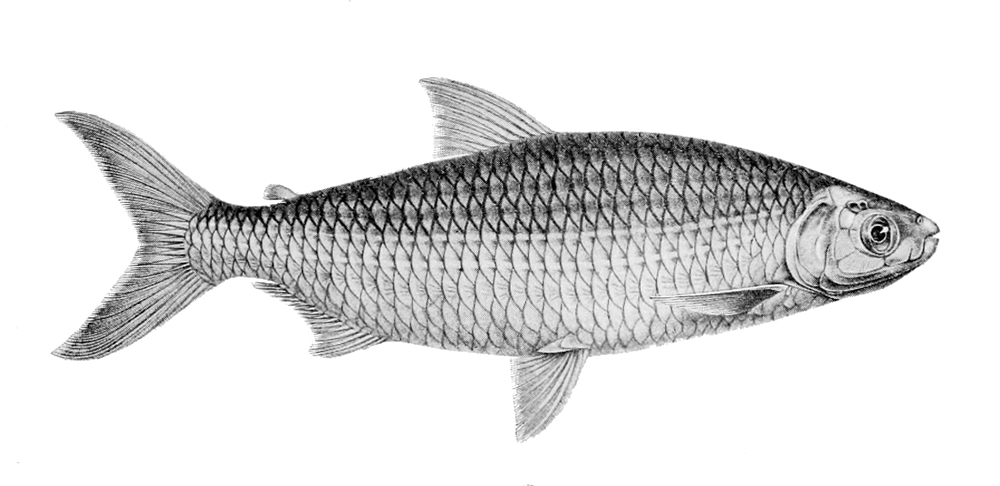
Alestes liebrechtsii (il·lustració del 1901)

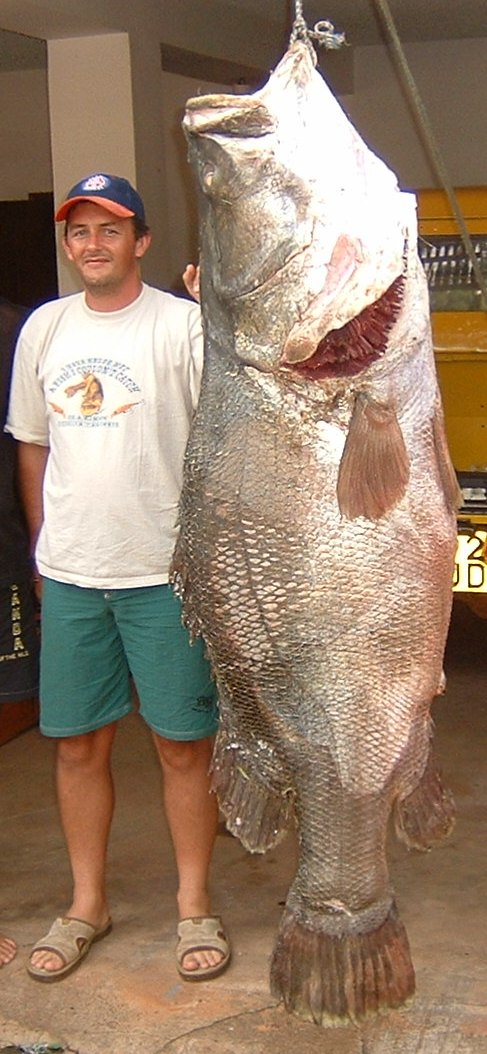
Perca del Nil (Lates niloticus)

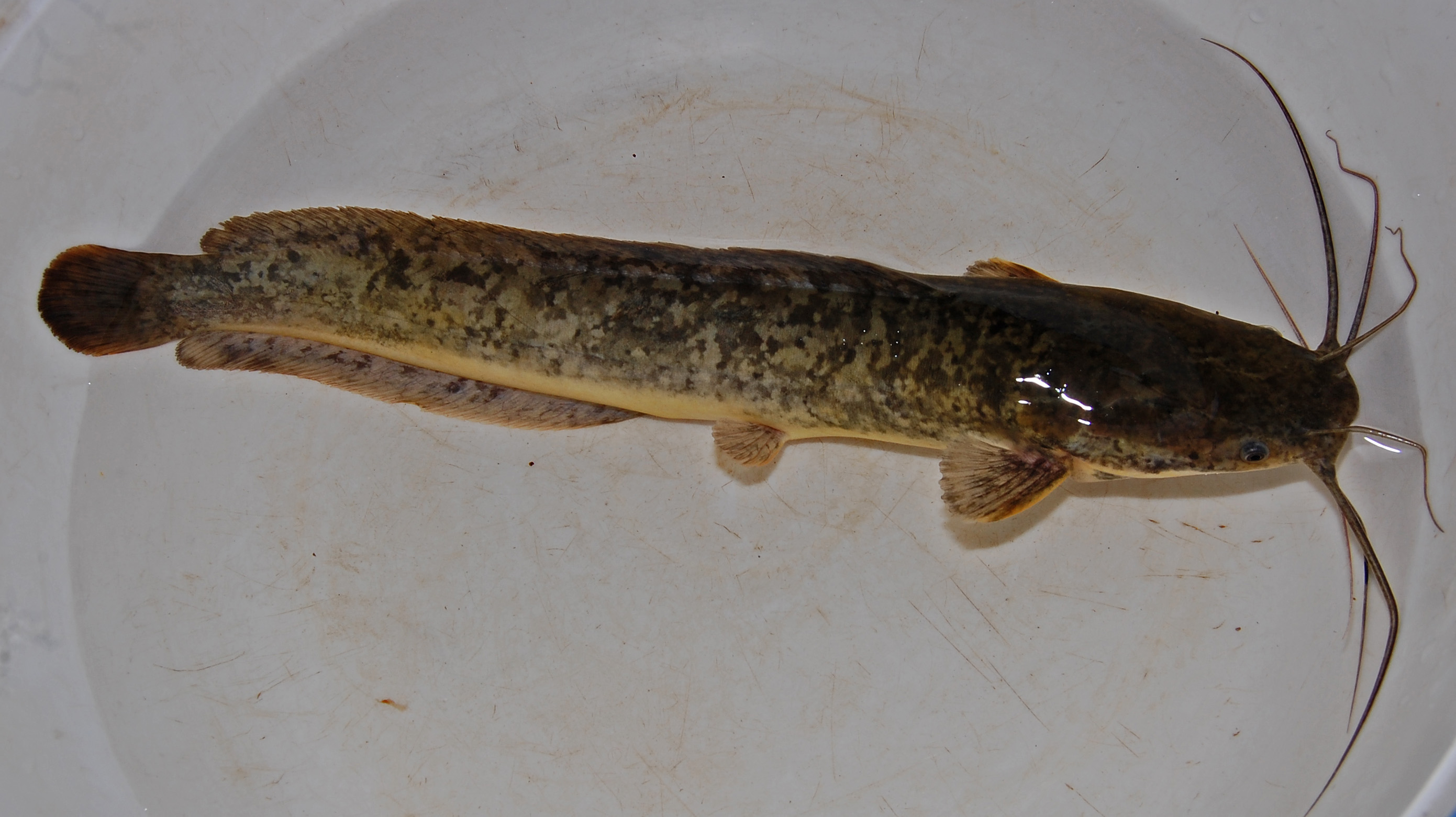
Clarias gariepinus

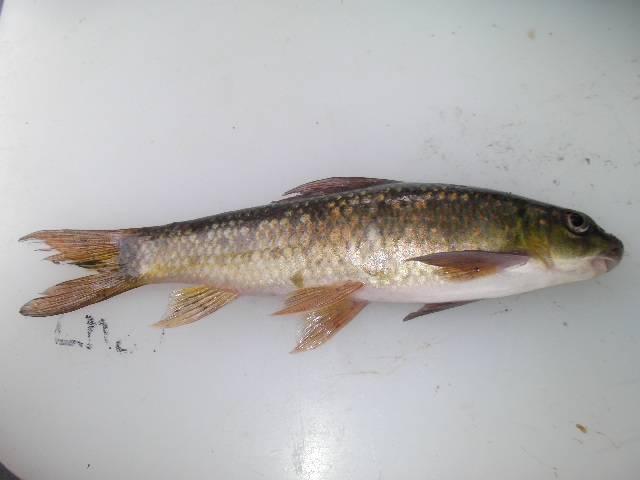
Labeo cylindricus

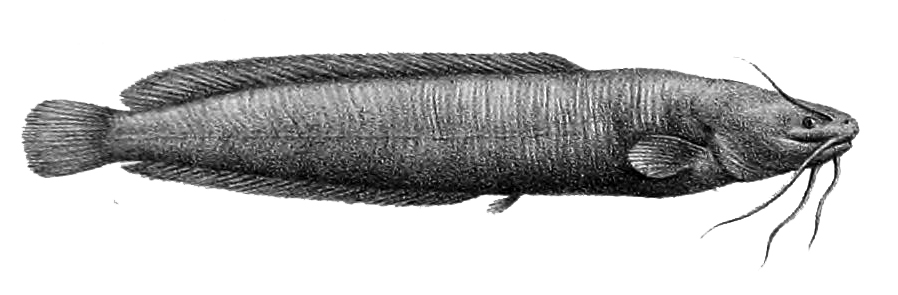
Clarias liocephalus (il·lustració del 1898)

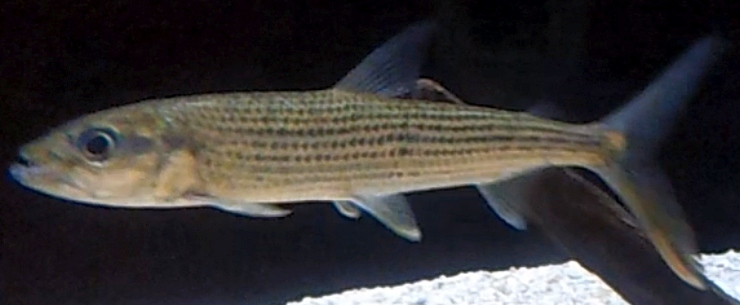
Hydrocynus forskahlii

Aquesta llista de peixos del riu Lualaba inclou 136 espècies de peixos que es poden trobar actualment al riu Lualaba ordenades per l'ordre alfabètic de llur nom científic.

## A
- Alestes liebrechtsii
- Alestes macrophthalmus
- Amphilius kivuensis
- Amphilius uranoscopus
- Aphyosemion musafirii
- Aplocheilichthys lualabaensis[1]
- Aplocheilichthys pumilus
- Auchenoglanis occidentalis

## B
- Barbus holotaenia
- Barbus lufukiensis
- Barbus neumayeri
- Barbus nigrifilis
- Barbus oligogrammus
- Barbus papilio
- Barbus paucisquamatus
- Barbus pellegrini
- Barbus taeniopleura
- Barbus unitaeniatus
- Belonoglanis tenuis
- Brycinus kingsleyae
- Bryconaethiops macrops

## C
- Campylomormyrus elephas
- Campylomormyrus numenius
- Channallabes apus
- Chiloglanis batesii
- Chiloglanis elisabethianus
- Chiloglanis lukugae
- Chiloglanis marlieri
- Chiloglanis micropogon
- Chiloglanis pojeri
- Chrysichthys delhezi
- Chrysichthys longibarbis
- Chrysichthys thonneri
- Citharinus gibbosus
- Clarias buthupogon
- Clarias dhonti
- Clarias dumerilii
- Clarias gariepinus
- Clarias liocephalus
- Clypeobarbus congicus
- Congoglanis alula
- Ctenopoma ashbysmithi
- Ctenopoma multispine
- Cyphomyrus discorhynchus

## D
- Distichodus antonii
- Distichodus fasciolatus
- Distichodus lusosso
- Distichodus maculatus
- Distichodus sexfasciatus

## E
- Euchilichthys guentheri
- Eugnathichthys eetveldii

## F
- Fenerbahce devosi
- Fenerbahce formosus

## G
- Gnathonemus petersii

## H
- Heterobranchus longifilis
- Heterotis niloticus
- Hippopotamyrus macrops
- Hydrocynus forskahlii
- Hydrocynus goliath[2]

## I
- Ichthyborus congolensis

## K
- Kneria auriculata
- Kneria wittei

## L
- Labeo cylindricus
- Labeo dhonti
- Labeo falcipinnis
- Labeo greenii
- Labeo kirkii
- Labeo lineatus
- Labeo longipinnis
- Labeo lualabaensis[3]
- Labeo parvus
- Labeo polli
- Labeo weeksii
- Labeobarbus caudovittatus
- Lates niloticus
- Leptocypris lujae
- Leptocypris modestus
- Leptocypris weynsii

## M
- Malapterurus microstoma
- Malapterurus monsembeensis
- Marcusenius greshoffii
- Marcusenius macrolepidotus
- Marcusenius stanleyanus
- Mastacembelus congicus
- Mastacembelus frenatus
- Microctenopoma ocellifer
- Microstomatichthyoborus katangae
- Microthrissa congica
- Microthrissa royauxi
- Microthrissa whiteheadi
- Mormyrus caballus
- Mormyrus ovis

## N
- Nannocharax luapulae

## O
- Opsaridium ubangiense

## P
- Parailia congica
- Parakneria abbreviata
- Parakneria cameronensis
- Parakneria damasi
- Parakneria kissi
- Pareutropius debauwi
- Petrocephalus balayi
- Petrocephalus christyi
- Petrocephalus sauvagii
- Petrocephalus simus
- Phractura lindica
- Phractura tenuicauda
- Pollimyrus isidori
- Pollimyrus plagiostoma
- Pollimyrus tumifrons
- Polypterus congicus
- Potamothrissa obtusirostris
- Potamothrissa whiteheadi
- Protopterus aethiopicus

## R
- Raiamas salmolucius

## S
- Schilbe grenfelli
- Schilbe intermedius
- Schilbe marmoratus
- Serranochromis jallae
- Stomatorhinus kununguensis
- Synodontis acanthomias
- Synodontis alberti
- Synodontis angelicus
- Synodontis congicus
- Synodontis decorus
- Synodontis dorsomaculatus
- Synodontis greshoffi
- Synodontis longirostris
- Synodontis notatus
- Synodontis nummifer
- Synodontis pleurops
- Synodontis smiti

## V
- Varicorhinus brauni
- Varicorhinus longidorsalis
- Varicorhinus pellegrini

## Z
- Zaireichthys brevis
- Zaireichthys heterurus
- Zaireichthys rotundiceps[4]